# Alessandro Algardi

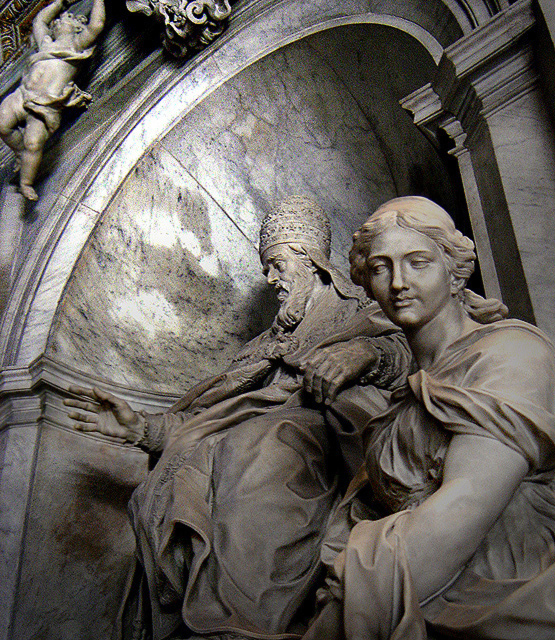
Tombe van Paus Leo XI (detail), 1640-44

Alessandro Algardi (Bologna, 31 juli 1598 – Rome, 10 juni 1654) was een Italiaans beeldhouwer en architect ten tijde van de barok. Hij geldt tegenwoordig als een van de hoofdmeesters van de Roomse barokbeeldhouwkunst, samen met zijn rivaal Gian Lorenzo Bernini. Bekende werken van zijn hand zijn de graftombe (en nog een aantal beelden) van Paus Leo XI, en een bronzen beeld van Paus Innocentius X (nu in Musei Capitolini). Verder was hij, mogelijk met hulp van Giovanni Francesco Grimaldi en Girolamo Rainaldi, betrokken bij de aanleg van Villa Doria Pamphili.

## Biografie

### Jonge jaren
Algardi werd geboren in Bologna, waar hij op jonge leeftijd als leerling aan de slag ging in de werkplaats van Agostino Carracci. Vanwege zijn liefde voor beeldhouwen ging hij al snel werken voor Giulio Cesare Conventi (1577—1640).
Op 20-jarige leeftijd kreeg Algardi reeds opdrachten van Ferdinando I, de hertog van Mantua. Tevens werd hij ingehuurd door lokale edelsmeden. Na een kort verblijf in Venetië vertrok Algardi in 1625 naar Rome. Hier zou hij de rest van zijn leven blijven wonen. Hij werd door de hertog van Mantua voorgesteld aan kardinaal Ludovico Ludovisi, die hem inhuurde voor de restauratie van enkele oude beelden.

### Start carrière in Rome

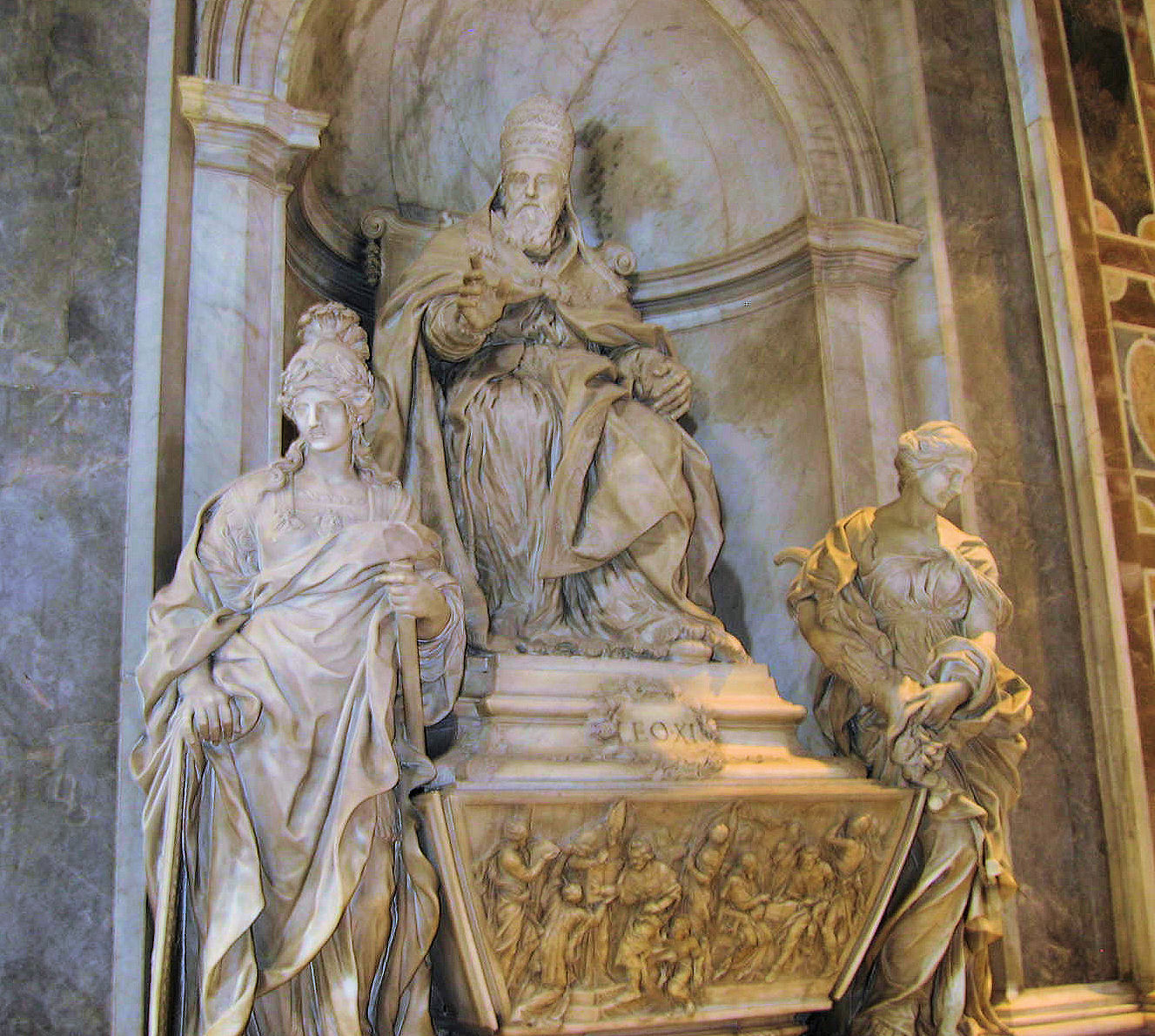
Tombe van Leo XI

In Rome kreeg Algardi te maken met concurrentie van Gian Lorenzo Bernini, die de belangrijkste opdrachten voor beeldhouwwerken kreeg. Bijna 10 jaar probeerde Algardi dezelfde erkenning te krijgen als Bernini. Hij werd bijgestaan door zijn vrienden, waaronder Pietro da Cortona en Domenichino. Enkele van zijn eerste opdrachten in Rome waren terracottabeelden en marmeren borstbeelden.
Algardi's eerste grote opdracht kwam in 1634, toen kardinaal Ubaldini hem vroeg een graftombe te maken voor paus Leo XI, de derde paus van de Medici-familie. Algardi begon in 1640 met het monument en voltooide zijn werk in 1644. Algardi gebruikte deels Bernini’s ontwerp voor de tombe van Paus Urbanus VIII als uitgangspunt. Centraal staat een beeld van de paus, gekleed in volle regalia en met zijn hand uitgestoken als teken van zegening. Aan weerszijden staan twee vrouwelijke figuren. De tombe is eenvoudiger van opzet dan die van Urbanus VIII.
In 1635-38 gaf Pietro Boncompagni Algardi opdracht tot het maken van een reusachtig beeld van Filippus Neri voor in de Chiesa Nuova. Dit beeld werd in 1640 voltooid. Meteen hierna maakte Algardi een reeks beelden die de onthoofding van Paulus uitbeeldden.

### Werk voor Innocentius X en Spaanse opdrachtgevers

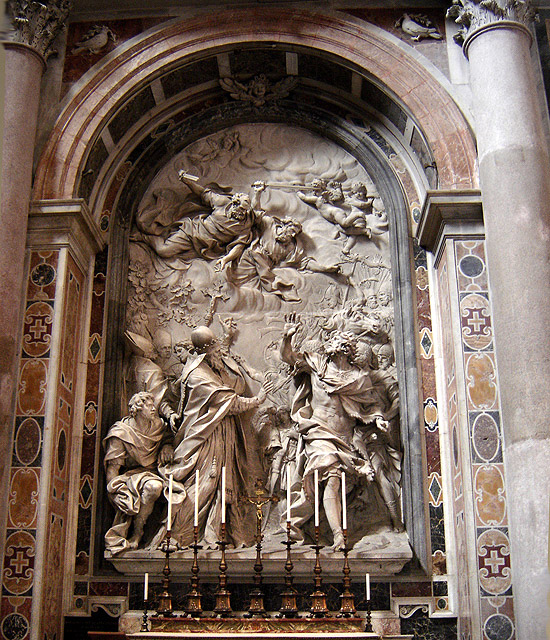
Fuga d'Attila

Toen in 1644 Innocentius X paus werd, betekende dit een opleving voor Algardi’s carrière. De nieuwe paus verkoos hem boven zijn rivaal Bernini. Algardi kreeg een groot aantal opdrachten van de paus en diens neef, Camillo Francesco Maria Pamphili. Algardi’s portretten werden geprezen, vooral vanwege hun sterke contrast met Bernini’s werk. Een van Algardi’s werken uit deze periode is een groot bronzen beeld van Innocentius X.
Algardi werd ook ingehuurd als architect, waaronder voor Villa Doria Pamphili. Dit ging hem echter minder goed af, waardoor historici sterk vermoeden dat hij hierbij hulp gehad heeft van architect Girolamo Rainaldi en Giovanni Francesco Grimaldi. Op het villaterrein werden beelden uit de collectie van Pampheli tentoongesteld.
In 1650 ontmoette Algardi Diego Velázquez, die geregeld opdrachten kreeg uit Spanje. Via hem kreeg ook Algardi enkele opdrachten van Spaanse opdrachtgevers. Zo maakte hij vier beelden voor het Koninklijk Paleis van Aranjuez.

### Latere jaren
Algardi had in zijn laatste jaren de beschikking over een grote werkplaats. Tevens had hij een fortuin verdiend met zijn werken.
Algardi’s laatste grote werk was de Fuga d'Attila, een reliëf van paus Leo en Attila de Hun(1646–53) voor de Sint-Pietersbasiliek. Dit reliëf werd reeds in Algardi’s tijd geprezen. Het beeld toont hoe paus Leo, volgens de verhalen met hulp van een goddelijke macht, een aanval van de Hunnen op Rome wist af te slaan.
Algardi stierf in Rome binnen een jaar na voltooiing van de Fuga d'Attila. Zijn werkmethode werd overgenomen door zijn leerlingen, waaronder Ercole Ferrata en Domenico Guidi.
- Art Gallery of South Australia: 2441
- Bibsys: 90616901
- Biblioteca Nacional de España: XX4434718
- Bibliothèque nationale de France: cb12004299v (data)
- Gemeinsame Normdatei: 118808761
- International Standard Name Identifier: 0000 0003 6943 4694
- KulturNav: e70e0fa3-2cfc-473a-8611-b5a61fc89745
- Library of Congress Control Number: n85223975
- National Gallery of Victoria: 13383
- Nationale Bibliotheek van Tsjechië: mzk2008458715
- Nationale bibliotheek van Australië: 35778404
- Nationale Bibliotheek van Israël: 987007432885705171
- Nederlandse Thesaurus van Auteursnamen: 070229341
- Réseau des bibliothèques de Suisse occidentale: 02-A002918275
- RKD-Nederlands Instituut voor Kunstgeschiedenis: 1110
- Istituto Centrale per il Catalogo Unico: BVEV000578
- Système universitaire de documentation: 028151526
- Trove: 1083007
- Union List of Artist Names: 500024200
- Virtual International Authority File: 76326555
- WorldCat: E39PCjDq48tgCtcVYyxmKCRPcd